# فينس كندريك
فينس كندريك (بالإنجليزية: Vince Kendrick)‏ هو لاعب كرة قدم أمريكية أمريكي، ولد في 18 مارس 1952 في ميامي في الولايات المتحدة، وتوفي في 21 مارس 2015.

## وصلات خارجية
- فينس كندريك على موقع مرجع كرة القدم المحترفة.كوم (الإنجليزية)